# IEEE 1547
Die Norm IEEE 1547 („IEEE Standard for Interconnecting Distributed Resources with Electric Power Systems“, dt. „IEEE-Standard für den Netzanschluss verteilter Erzeugungsanlagen mit dem Elektrizitätsversorgungsnetz“) ist ein Standard, der den Anschluss von dezentralen Erzeugungsanlagen für elektrische Energie, z. B. Photovoltaikanlagen, an Verteilnetze regelt. Sie ist für die Einspeisung und Verteilung erneuerbarer Energien von besonderer Bedeutung, da diese in vielen Fällen dezentral in der Nähe der Verbraucher erzeugt werden und in der Fläche eingesammelt werden müssen. Die Norm ist Teil einer Reihe von IEEE-Standards für den Ausbau dezentraler Erzeugungsanlagen und letzten Endes von Smart Grids. Der Standard wurde vom amerikanischen Institute of Electrical and Electronics Engineers (IEEE) und dort dem SCC21 aufgestellt bzw. gepflegt, dem Standards Coordinating Committee on Fuel Cells, Photovoltaics, Dispersed Generation, and Energy Storage.

## Die IEEE-1547-Serie in den USA
Der im Jahr 2003 verabschiedete und 2008 bestätigte Netzanschluss-Standard IEEE 1547 hat aufgrund der heute bereits stark ausgebauten und in Zukunft noch wichtiger werdenden Dezentralisierung der Energieerzeugung wesentliche Ergänzungen erfahren, die im Folgenden zusammen mit dem Basisstandard dargestellt werden.

### Basisstandard
Der Basisstandard IEEE 1547 beinhaltet Kriterien und Anforderungen an Leistung, Betrieb, Test, Sicherheit und Zuverlässigkeit sowie Instandhaltung von dezentralen Erzeugungsanlagen (DEA), die an elektrischen Verteilnetzen betrieben werden. So werden z. B. Unter- und Obergrenzen für einzuhaltende Spannungs- und Frequenzbereiche festgelegt. Der Standard gilt für Erzeugungsanlagen bis zu 10 MVA. Er wurde durch den Energy Policy Act of 2005 als nationaler Standard für den Anschluss verteilter Stromerzeuger in den USA verbindlich festgelegt. 2013 fand eine Überarbeitung von ausgewählten kritischen Stellen statt (Amendment 1), wie z. B. die Festlegung neuer Defaultwerte für den Frequenz- und Spannungsschutz. Aktuell (Stand März 2015) ist die Norm IEEE 1547 in der Komplett-Revision, da viele der über 10 Jahre alten Anforderungen nicht mehr zeitgemäß sind. Zur Integration einer höheren DEA-Dichte werden z. B. robuste Anschlussregeln benötigt, so dass nicht bei einer kleinen Störung viele dezentrale Anlagen vom Netz gehen, sondern das Netz stützen.

### Ergänzungen des Basisstandards
IEEE 1547.1-2005  „Standard for Conformance Tests Procedures for Equipment Interconnecting Distributed Resources with Electric Power Systems“. Der Standard legt Anforderungen zum Test von Erzeugungsanlagen und deren Komponenten auf Konformität mit IEEE 1547 fest.
 IEEE 1547.2-2008  „Application Guide for IEEE 1547 Standard for Interconnecting Distributed Resources with Electric Power Systems“. Bei dieser Norm handelt es sich um einen Leitfaden, der das Verständnis für die Anwendung der Norm IEEE 1547 auf unterschiedliche Arten von dezentralen Erzeugungsanlagen (DEA) unterstützen soll.
 IEEE 1547.3-2007  „Guide for Monitoring, Information Exchange, and Control of Distributed Resources Interconnected with Electric Power Systems“.
Der Standard dient der Verbesserung der Interoperabilität (Vereinbarkeit) beim Anschluss eines oder mehrerer verteilter Erzeuger an ein Stromnetz. Dazu gehören Aspekte der Überwachung, des Informationsaustauschs und der Steuerung der vernetzten und verteilten Erzeuger. Dazu gehören u. a. Brennstoffzellen, Photovoltaikanlagen, Windkraftanlagen und verteilte Energiespeicher.
 IEEE 1547.4-2011  „Guide for Design, Operation, and Integration of Distributed Resource Island Systems with Electric Power Systems“.
Die Norm beinhaltet unterschiedliche Ansätze und Beispiele für die Konzeption und den Betrieb von „Inselsystemen“, d. h. einer autarken Versorgung, die unabhängig vom übergeordneten Netz ist, sowie ihre Integration in Stromnetze. Dazu gehört auch die (zeitweise) Trennung von und die erneute Verbindung mit dem Stromnetz, um die Versorgungsqualität zu erhöhen.
 IEEE 1547.6-2011  „Recommended Practice For Interconnecting Distributed Resources with Electric Power Systems Distribution Secondary Networks“. Dieser Teil des Standards zielt auf die Verbindung von Energieerzeugern mit Verteilnetzen zweiter Ordnung, d. h. von Niederspannungsnetzen. Er beinhaltet Empfehlungen bzgl. Leistung, Betrieb, Tests, Sicherheit und Wartung von Erzeugungsanlagen und Anschlüssen.
 IEEE P1547.7  „Draft Guide to Conducting Distribution Impact Studies for Distributed Resource Interconnection“. Der 2012 erst als Entwurf verfügbare Standard beschreibt Untersuchungsmethoden zur Bestimmung möglicher Auswirkungen dezentraler Erzeuger auf regionale Netze. Es werden Kriterien zur Reduzierung möglicher Auswirkungen beschrieben. Sie sollen zu einer einheitlichen Bewertung möglicher Risiken führen und richten sich an dezentrale Erzeuger, Eigentümer und Betreiber von Verteilnetzen sowie an Regulierungsbehörden.
 IEEE P1547.8  „Recommended Practice for Establishing Methods and Procedures that Provide Supplemental Support for Implementation Strategies for Expanded Use of IEEE Standard 1547“. Der 2012 erst als Entwurf vorliegende Standard gibt Methoden und Verfahren an, die eine größere Flexibilität bei der Festlegung weitergehender Implementierungsstrategien erlauben. Dies zielt vor allem auch auf die Einbindung der Erzeugung von Solarenergie und anderer erneuerbarer Energien in die Netzinfrastruktur.

### Verwandte IEEE-Standards
IEEE 2030-2011  „Draft Guide for Smart Grid Interoperability of Energy Technology and Information Technology Operation with the Electric Power System (EPS), and End-Use Applications and Loads“.
Die ältere Norm IEEE 1547 geht noch nicht explizit auf die erweiterten Anforderungen für den Aufbau von Smart Grids ein. Insbesondere fehlt noch die Standardisierung der Rolle der Informations- und Kommunikationstechnik bei der intelligenten Einbindung von Erzeugern und Verbrauchern in die Stromnetze. Dies ist Gegenstand der Norm IEEE 2030, die im September 2011 veröffentlicht wurde.

## Vergleichbare Standardisierung in Europa
In Europa ist die Standardisierung der Einbindung dezentraler Erzeuger in Stromnetze noch nicht so weit fortgeschritten wie in den USA. Der Grund liegt hauptsächlich in den vielen nationalen Normen und Standards in diesem Bereich. Gesetzliche Anforderungen sind als sog. Network Codes mit dem Rang einer Europäischen Verordnung in Vorbereitung (Stand März 2015). Des Weiteren gibt es ein Mandat der EU-Kommission zur Standardisierung von Smart Grids.
Angesichts der Notwendigkeit zur Nutzung dezentraler erneuerbarer Energien, vgl. z. B. die Energiewende in Deutschland, wird inzwischen intensiv an einer EU-weit harmonisierten Standardisierung von Netzanschlussbedingungen gearbeitet. Auf europäischer Ebene ist das European Committee for Electrotechnical Standardization (CENELEC) federführend, innerhalb der CENELEC die Arbeitsgruppe 3 des Technical Committee TC 8X (Systemaspekte der elektrischen Energieversorgung). Im Dezember 2013 wurde dazu die überarbeitete Norm EN 50438 (Anforderungen für den Anschluss von Klein-Generatoren an das öffentliche Niederspannungsnetz) veröffentlicht. Im Januar 2015 wurde die Technische Spezifikation TS 50549 publiziert, die Anforderung an Generatoren enthält, die für den Netzparallelbetrieb am Nieder- bzw. Mittelspannungsnetz vorgesehen sind.